# Hollick & Pratt
Hollick & Pratt war ein britischer Hersteller von Automobilkarosserien aus Coventry, der vor dem Ersten Weltkrieg seine Tätigkeit aufnahm und bis 1923 als selbständiges Unternehmen existierte. Es hatte eine enge Verbindung zur Morris Motor Company, einem der seinerzeit führenden Automobilhersteller Großbritanniens.

## Unternehmensgeschichte
Hollick & Pratt wurde von Henry Hollick und seinem Schwiegersohn Lancelot Pratt gegründet. Zu dem Gründungsdatum gibt es unterschiedliche Angaben. Eine Quelle nennt das Jahr 1904, eine andere 1913. Beide waren bereits vor der Gründung des gemeinsamen Unternehmens im Karosseriebau tätig gewesen. Hollick hatte seinen ersten Fahrzeugaufbau im Jahr 1888 vorgestellt und galt als „einer der Pioniere der Herstellung von Automobilkarosserien,“ und auch Pratt hatte in einem eigenen Betrieb Fahrzeugaufbauten gefertigt. 
1913 stellte Pratt eine geschäftliche Verbindung zu der neu gegründeten, in Cowley ansässigen Morris Motor Company her, mit deren Gründer William Morris er privat befreundet war. Während des Krieges und in den Jahren danach wurde Hollick & Pratt neben Raworth zu Morris’ bevorzugtem Karosserielieferanten, fertigte aber daneben noch Aufbauten für andere Hersteller wie Riley und Hillman. Es waren jeweils keine individuellen, im Auftrag einzelner Kunden gefertigten Aufbauten (engl. „bespoke“), sondern standardisierte Karosserien, die in Serie hergestellt wurden. Im Herbst 1922 zerstörte ein Brand die Werksanlagen von Hollick & Pratt vollständig. Morris kaufte den Betrieb daraufhin im Januar 1923 auf, baute die Werksanlagen in Coventry wieder auf und begann im Sommer 1923 erneut mit der Karosserieproduktion. Bei Hollick & Pratt entstanden dann nur noch standardisierte Aufbauten für Morris-Fahrgestelle. 
1926 firmierte das Unternehmen in Morris Motors Ltd. (Bodies Branch) um. In den folgenden Jahren ging es vollständig im Morris-Konzern auf.